# Saint-Just (Ille-et-Vilaine)
Saint-Just è un comune francese di 1 054 abitanti situato nel dipartimento dell'Ille-et-Vilaine nella regione della Bretagna.

## Società

### Evoluzione demografica
Abitanti censiti